# Torcedor

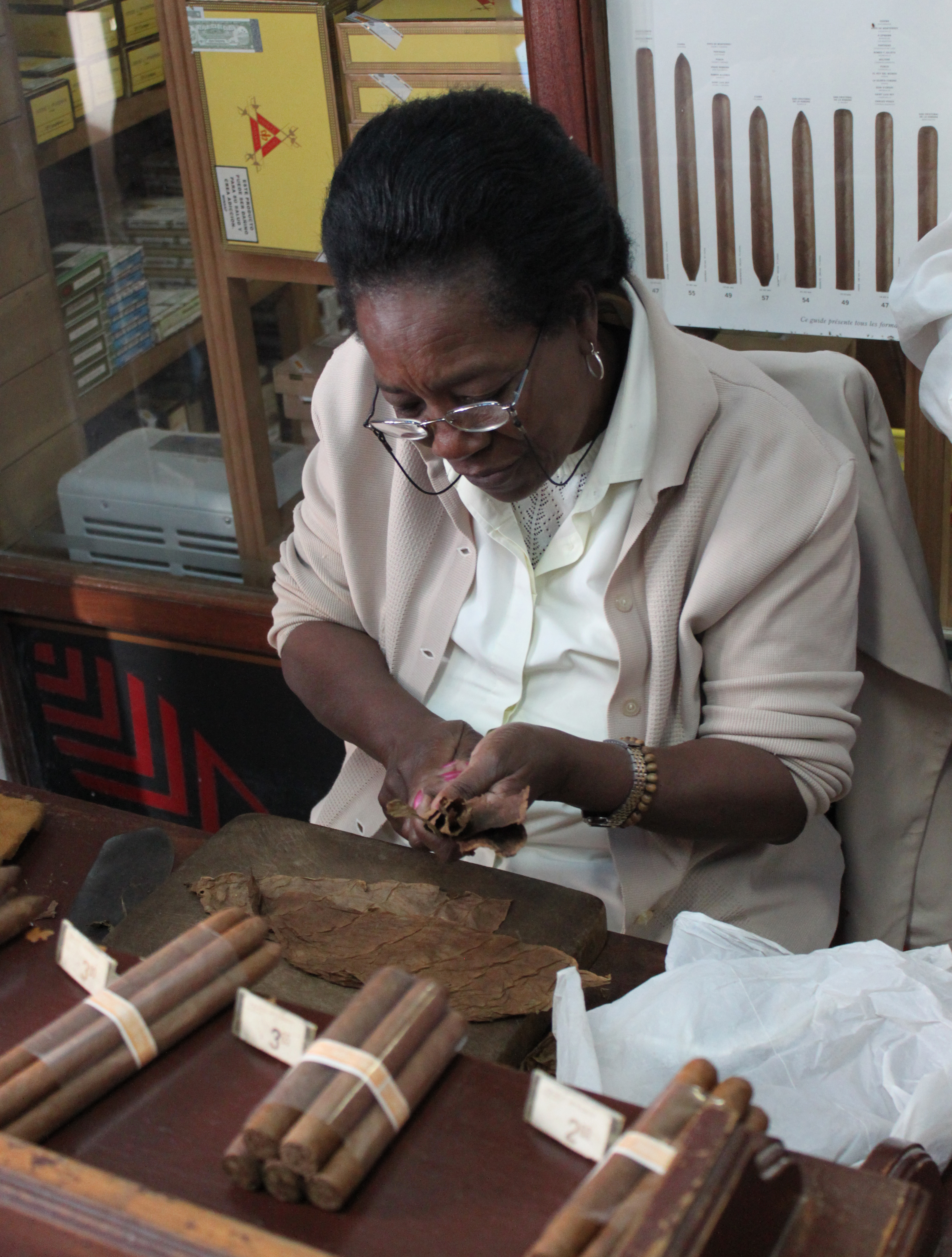
Torcedora in Havanna

Ein Torcedor oder eine Torcedora ist ein Zigarrenroller beziehungsweise eine Zigarrenrollerin.
Der Begriff ist nicht nur in Lateinamerika, sondern inzwischen auch in der Literatur über Zigarren international gebräuchlich. Er bezeichnet Fachkräfte, die eine Longfillerzigarre vollständig von Hand anfertigen.
Torcedores sind professionelle, häufig weibliche Zigarrenroller, die in reiner Handarbeit bis zu 200 großformatige Spitzenzigarren pro Tag herstellen. Dabei werden sie je nach Erfahrung und Geschicklichkeit in sieben Leistungsklassen eingeteilt und fertigen dementsprechend unterschiedliche Formate (von Panatelas über Gran Coronas bis zu den schwierigsten Torpedoformaten).
Die Handfertigung ist neben strenger Selektion und längerer Reifung das hauptsächliche Qualitätsmerkmal von Spitzenzigarren, das sie von maschinellen und billigeren Massenfertigungen (wie zum Beispiel Shortfillern) geschmacklich, aber auch preislich unterscheidet.